# Liste des représentants permanents des États-Unis auprès de l'OTAN
Cet article recense, par ordre chronologique, les diplomates qui ont occupé le poste de représentant permanent de des États-Unis auprès de l'OTAN, au Conseil de l'Atlantique nord, à Bruxelles. Ils ont rang et prérogatives d'ambassadeur.

## Liste
| Représentant                  | période d'activité                | période d'activité |
| ----------------------------- | --------------------------------- | ------------------ |
| William Henry Draper, Jr.     | 8 avril 1953-13 juin 1953         |                    |
| John Chambers Hughes          | 12 juin 1953-20 avril 1955        |                    |
| George Walbridge Perkins, Jr. | 14 mars 1955-12 octobre 1957      |                    |
| Warren Randolph Burgess       | 21 octobre 1957-23 mars 1961      |                    |
| Thomas K. Finletter           | 2 mars 1961-2 septembre 1965      |                    |
| Harlan Cleveland              | 1er septembre 1965-11 juin 1969   |                    |
| Robert Ellsworth              | 13 mai 1969-30 juin 1971          |                    |
| David Kennedy                 | 17 mars 1972-1er février 1973     |                    |
| Donald Rumsfeld               | 2 février 1973-5 décembre 1974    |                    |
| David K. E. Bruce             | 17 octobre 1974-12 février 1976   |                    |
| Robert Strausz-Hupé           | 3 mars 1976-20 avril 1977         |                    |
| William Tapley Bennett Jr.    | 26 avril 1977-31 mars 1983        |                    |
| David Manker Abshire          | 13 juillet 1983-5 janvier 1987    |                    |
| Alton G. Keel, Jr.            | 13 mars 1987-17 juin 1989         |                    |
| William Howard Taft IV        | 3 août 1989-26 juin 1992          |                    |
| Reginald Bartholomew          | 15 juin 1992-25 mars 1993         |                    |
| Robert E. Hunter              | 1er juillet 1993-1er janvier 1998 |                    |
| Alexander Vershbow            | 1er janvier 1998-9 juillet 2001   |                    |
| Nicholas Burns                | 7 août 2001-7 mars 2005           |                    |
| Victoria Nuland               | 13 juillet 2005-2 mai 2008        |                    |
| Kurt Volker                   | 2 juillet 2008-15 mai 2009        |                    |
| Ivo Daalder                   | 15 mai 2009-2 septembre 2013      |                    |
| Douglas Lute                  | 3 septembre 2013-20 janvier 2017  |                    |
| Kay Bailey Hutchison          | 28 août 2017-20 janvier 2021      |                    |
| Julianne Smith                | 6 décembre 2021-en poste          |                    |